# Pečenog
Pečenog (Servisch cyrillisch Печеног) is een plaats in de Servische gemeente Kraljevo. De plaats telt 460 inwoners (2002).